# NGC 4145A-2
NGC 4145A-2 is een spiraalvormig sterrenstelsel in het sterrenbeeld Jachthonden. Het hemelobject werd op 18 maart 1787 ontdekt door de Duits-Britse astronoom William Herschel.

## Synoniemen
- A 1208+40
- VV 814
- PGC 213942